# Trofeo Federale 1997
Il Trofeo Federale 1997 è stato la 12ª edizione di tale competizione, e si è concluso con la vittoria della Folgore/Falciano, al suo primo titolo.

## Risultati
- Semifinali

A)  Folgore -  Virtus 1 - 0
B)  Murata -  La Fiorita 0 - 0 d.t.s. (3 - 5 rigori)
- Finale:

C)   Folgore -  La Fiorita 2 - 0